# Holth Peaks
Holth Peaks är en bergstopp i Antarktis. Den ligger i Västantarktis. Chile gör anspråk på området. Toppen på Holth Peaks är 1 820 meter över havet.
Terrängen runt Holth Peaks är platt åt nordväst, men åt sydost är den kuperad. Trakten är obefolkad. Det finns inga samhällen i närheten. 